# اودرسدورف
اودرسدورف (به آلمانی: Üdersdorf) یک شهر در آلمان است که در فولکانایفل واقع شده‌است. اودرسدورف ۱٬۱۲۷ نفر جمعیت دارد.